# Старая пожарная часть (Перт)
Старая пожарная часть в городе Перт, Австралийский Союз, построена в 1900 году и стала первым специальным зданием пожарной охраны в штате Западная Австралия. Старая пожарная часть, названная первоначально «Пожарная станция № 1», находится по адресу Мюррей стрит, дом 35.
Первоначально подразделение пожарной охраны располагалось в ратуше Перта. В 1899 году пожарный совет города предложил построить для пожарной части отдельное здание, для чего был приобретён участок земли неподалёку от ратуши. Проектирование пожарной части с пожарным депо было поручено архитектору Майклу Каване при условии, что стоимость постройки не превысит четыре тысячи долларов. Здание было спроектировано Майклом Каваной, построившим впоследствии ещё множество интересных зданий в Западной Австралии, в неороманском стиле. Это двухэтажный особняк, отделанный рустованной известняковой плиткой и покрытый керамической черепицей; фасад его отличается разнообразием деталей — арок, башенок, галерей с небольшими колоннадами.
В декабре 1900 года строительство было закончено, и в первый день нового века пожарные Перта отпраздновали новоселье.
В 1914 году архитектором Джеймсом Лермонтом была сделана пристройка к пожарной части, с актовым залом, кабинетами и медицинской частью. Восемьдесят лет здание использовалось по своему прямому назначению, лишь в 1979 году пожарные переехали в современные помещения.
В 1983—1985 годах Старая пожарная часть была реконструирована, ныне в здании располагаются образовательный центр пожарной безопасности и музей истории пожарного дела. В музее демонстрируются образцы старого пожарного оборудования, в том числе несколько пожарных машин; собран архив документов и фотографий, отдельная экспозиция посвящена опасных природным явлениям и стихийным бедствиям в истории Западной Австралии. Ежегодно с ценностями музея знакомится более 14 тысяч посетителей.
В 1989 году Старая пожарная часть в Перте была внесена в список культурного наследия Западной Австралии.